# Lady Isabel and the Elf Knight
Lady Isabel and the Elf Knight (Child #4; Roud #21) è il nome attribuito ad una classe di ballate popolari europee molto ampio ed eterogeneo, accomunate dalla ricorrenza del motivo di un seduttore omicida che attira giovani e belle fanciulle per approfittarsi di loro, finché proprio una di queste non riesce ad ingannarlo e ad ucciderlo.

## Analisi generale della classe
A dispetto delle molte ipotesi avanzate e benché in molti abbiano tentato l'impresa di riferire il nucleo specifico di queste ballate ad una figura, ad un personaggio storico o ad un preciso luogo geografico, tutti i potenziali riscontri si sono rivelati nei fatti decisamente labili: semplicemente in molti casi i vari cantori che hanno trasmesso per l'Europa tale vicenda l'hanno in qualche modo adattata al gusto del loro uditorio, inserendola in un contesto "locale". Per il resto, l'elemento sovrannaturale che serpeggia in numerose ballate è quanto di più lontano immaginabile da qualunque pretesa di storicità, e soprattutto non è mai così squisitamente peculiare e originale da permettere di isolare una zona europea come possibile culla: la stessa ampia diffusione di tali ballate aumenta la difficoltà di rintracciarne l'origine (disponiamo di versioni scandinave, inglesi, tedesche, polacche, olandesi, francesi, italiane, slave, spagnole, ungare, portoghesi, islandesi e danesi). Colui che più si è sbilanciato, in quest'ottica, è stato Child: partendo dall'osservazione che sono le versioni fiamminghe e olandesi a riportare meglio di tutte le altre gli elementi fondamentali, la tradizione potrebbe essere nata nell'area orbitante attorno ai Paesi Bassi, ma la sua ipotesi è, appunto, una semplice ipotesi che non può essere definitivamente comprovata.
Ugualmente, anche i tentativi di ricondurre tale classe di ballate all'episodio biblico di Giuditta e Oloferne sono stati da tempo smentiti in maniera piuttosto definitiva.
Considerando la trama, l'elemento comune è la presenza di un seduttore inquietante che, sfruttando il proprio fascino e/o la propria ricchezza, attira giovani donne incaute per poi (a seconda dei casi) ucciderle, derubarle, violentarle o tutte e tre le cose. Questo fino a che non si imbatte nella protagonista: a questo punto possiamo riconoscere tre soluzioni, che ricorrono tutti insieme solo nella tradizione tedesca:
1. La protagonista si dimostra più astuta del suo seduttore malintenzionato, escogita un sistema per ingannarlo e lo uccide (di solito decapitandolo o gettandolo in acqua, comunque riservandogli la medesima sorte a cui egli intendeva destinarla);
2. La protagonista si accorge delle cattive intenzioni del seduttore malintenzionato e riesce a chiamare in suo aiuto un parente (solitamente il fratello). Costui giunge in tempo per punire il furfante e lo uccide (trapassandolo con la spada o impiccandolo). In altri casi lo consegna alla giustizia perché venga processato e ucciso;
3. La protagonista si rende conto del pericolo, tenta di chiamare in suo aiuto un parente (di nuovo, solitamente uno o più fratelli), ma i soccorsi arrivano troppo tardi. L'assassino viene comunque riconosciuto e punito.

Child, analizzando l'intero corpus delle ballate, ha ipotizzato una progressiva degenerazione di quella che doveva essere stata la versione originaria della ballata, ascrivibile alla soluzione numero 1, quella per la quale l'eroina riesce a salvarsi da sola. Questo perché l'idea di una donna che ha la meglio su un pericolo grazie alle sue sole forze appare una concezione più "primitiva", rispetto a quella di una donna salvata da un provvidenziale aiutante maschile. Quanto alla terza possibilità, quella per cui la protagonista muore, Child vi vede un'ulteriore degenerazione del secondo gruppo. Insomma, secondo lui dobbiamo immaginare la versione più originaria del gruppo di ballate come la storia di una fanciulla che viene adescata da un malvagio e magico seduttore malintenzionato, seduttore che però ella riesce a neutralizzare con l'astuzia.

## Lady Isabel and the Elf-Knight
Anche nota come The Gowans sae gay o come Aye as the Gowans grow gay, in base al refrain che intervalla i singoli versi, la ballata si apre con la scena della bella Lady Isabel che viene sorpresa dal suono del corno dell'Elf-Knight. La giovane pensa tra sé e sé quanto le piacerebbe poter dormire insieme a lui, ed ecco che per magia il cavaliere compare alla sua finestra e la invita a cavalcare assieme a lui nel bosco. Giunti nel bel mezzo della foresta, il cavaliere ordina a Lady Isabel di scendere e di prepararsi, perché già sette principesse avevano trovato la morte per sua mano e lei sarebbe stata l'ottava. La fanciulla allora lo invita a riposarsi un po', prima di ucciderla, e ad appoggiare la testa nel suo grembo. L'Elf-Knight si lascia convincere e si addormenta: a quel punto Lady Isabel gli sfila la spada e con questa lo uccide, riservandogli parole decisamente dure:
Lye ye here, a husband to them a'»
Che significa indicativamente "Se tu hai assassinato sette figlie di re proprio qui, giaci qui, come marito per tutte loro", la frase ricorre al parallelo del significato di giacere come marito e moglie e giacere come cadaveri inerti.

## Principali varianti inglesi e scozzesi

### May Colvin, May Collean, o False Sir John
La ricca e giovane May Colvin viene sedotta dal False Sir John, che la convince a seguirlo. La fanciulla ruba il più prezioso tra i cavalli della stalla di suo padre e segue il cavaliere al galoppo, sempre più lontano da casa, finché giungono presso un promontorio a picco sul mare. "Ecco il tuo letto nuziale" le dice a quel punto il cavaliere, indicando il mare agitato là sotto, un talamo che già sette altre giovani sventurate avevano condiviso, ma prima di gettarla in acqua le ordina di togliersi i propri indumenti preziosi e i propri gioielli. A quel punto May Colvin chiede al cavaliere di voltarsi mentre si spoglia, ché non è da gentiluomini guardare una nobildonna nuda. Il False Sir John la accontenta, senza immaginare che la rapidissima May Colvin non aspetta altro che questo per spingerlo giù dal promontorio. L'uomo, annaspando, le chiede aiuto, ma la fanciulla non è così ingenua e lo lascia annegare con risposte sprezzanti:
No help, nor pity thee;

Tho seven king's-daughters you have drownd,

But the eight shall not be me»
Di ritorno a casa, May Colvin è sorpresa dalla domanda di un pappagallo che l'ha vista scappare con il False Sir John. In cambio del suo silenzio, la giovane gli promette una gabbietta d'oro, così, quando il padre di May Colvin chiede all'uccellino per quale motivo avesse strepitato la sera prima, quello copre la sua padroncina sostenendo di essersi spaventato a causa di un gatto.
La versione di May Collean è sostanzialmente analoga a questa: è in realtà più dettagliata della precedente (ad esempio viene indicato il nome del promontorio, Bunion Bay, e la lista dei gioielli e degli abiti della ragazza è più lunga), ma la differenza principale è che in questa versione alla fine May Collean confessa ai genitori l'accaduto, e li porta a Carline Sands dove trovano il corpo dell'uomo, che si affrettano a seppellire in modo che nessuno possa accusare la giovane.

### The Water o Wearie's Well
Stavolta è con un'arpa magica che il malvagio cavaliere riesce ad attrarre la propria ennesima vittima, la figlia del re. A cavallo di uno splendido destriero, la fanciulla segue il suo amato fino ad un corso d'acqua chiamato Wearie's Well. A quel punto il cavaliere ordina alla principessa di immergersi e di lasciarsi affogare, proprio come avevano già fatto altre prima di lei. Quando ormai l'acqua le arriva alla gola, la giovane chiede all'uomo un bacio prima di morire: egli allora la raggiunge si china, ma lesta ella lo aggrappa e lo trascina giù nell'acqua, affogandolo. Di nuovo il commento della principessa è caustico e sprezzante:
In the water o Wearie's Well,

I'll make you bridegroom to them a',

An ring the bell mysell»

### The Outlandish Knight
Stavolta il cavaliere non ha caratteristiche magiche o fantastiche, bensì è semplicemente uno straniero: con la promessa di un matrimonio e di un viaggio verso le lontane terre del Nord, egli convince la sua ignara vittima. Le chiede di prendere con sé l'oro del padre, i gioielli della madre e alcuni dei suoi bei cavalli; lei obbedisce e insieme partono, ma quando giungono presso una scogliera il cavaliere le ordina di smontare di sella e di consegnargli tutte le sue ricchezze, perché di lì a poco l'avrebbe uccisa così come aveva già ucciso altre sei fanciulle.
La giovane allora gli chiede di voltarsi per non farsi guardare mentre si spoglia, e quando quello la accontenta ella lo spinge in mare. Di nuovo il cavaliere le chiede aiuto, promettendole in cambio di sposarla, e di nuovo la replica tagliente di lei non si fa attendere:
Lie there instead of me;

Six pretty maids have you drowned here,

And the seventh has drowned thee."»
Ritroviamo anche qui l'episodio del pappagallo, il cui silenzio viene comprato con la promessa di una gabbietta d'oro.

## Altre varianti europee

### Il cavaliere olandese: Halewijn
Dal folto della foresta, il cavaliere Halewijn comincia a cantare una magica canzone che irretisce una principessa. Incapace di resistere alla tentazione di incontrare l'uomo, ella chiede il permesso di partire ai genitori (che glielo negano) e infine al fratello (che glielo accorda, a patto che difenda la propria onorabilità). Sale dunque in groppa ad un cavallo e raggiunge il cavaliere, che però svela la propria natura maligna e le rivela di volerla uccidere come aveva già fatto. In quanto figlia di re, però, le consente di scegliere di quale morte morire, ed ella decide per la spada. Prima che l'uomo la colpisca, però, lei gli fa notare che il sangue avrebbe potuto macchiargli le belle vesti, e dunque che farebbe meglio a togliersele. Mentre Halewijn è intento a spogliarsi, la giovane afferra la spada lasciata incustodita e lo decapita. La testa recisa del cavaliere, però, continua a parlare e chiede alla fanciulla di strofinarle sulla ferita una foglia di salvia, in modo da riattaccarla al corpo. Inutile precisare che ella non si lascia convincere, anzi: prende la testa dell'uomo, la mette in un sacco, risale a cavallo e torna verso casa. Per strada incontra i parenti di Halewijn, ai quali annuncia la morte del cavaliere, e una volta a casa racconta ai genitori l'accaduto. Per festeggiare lo scampato pericolo, il re suo padre indice un banchetto e al centro della tavola, come un trofeo, pone la testa del nemico sconfitto.

### I cavalieri tedeschi
Quella tedesca appare come la tradizione più "completa", nel senso che le ballate che le appartengono seguono tutte e tre le soluzioni più sopra esposte: ce ne sono alcune in cui la protagonista si salva da sola, alcune in cui è salvata dal fratello e alcune invece perisce e viene semplicemente vendicata.
In Gert Olbert, la protagonista si chiama Helena. Sedotta da Olbert, si veste riccamente e cavalca con lui nel bosco. Nonostante più volte la fanciulla chieda al cavaliere di fermarsi per ristorarsi e riposarsi, egli non glielo permette mai, e solo quando giungono presso un albero con nove giovani impiccate si fermano. Olbert domanda ad Helena se preferisce morire impiccata, annegata o decapitata: Helena risponde di preferire la spada, ma suggerisce a Olbert di toglierle di dosso la preziosa gonna di seta, perché le dispiacerebbe macchiarla col sangue. Mentre l'uomo è intento a svestirla, ella gli taglia la testa. Come accade nella ballata di Halewijn, la testa recisa chiede aiuto ad Helena, ma ella tira dritto e cavalca fino a casa. Qui i parenti di Olbert vengono a chiedere notizie di lui, e la giovane rivela loro la sua morte.
In Gut Ritter ritt wohl durch das Ried, il cavaliere Ulinger incanta la giovane Fridburg con la bellezza della sua musica. L'uomo le promette di insegnarle l'arte di suonare così bene, a patto che lei lo segua. La fanciulla si veste riccamente e si fa scortare dal cavaliere tra i boschi, dove una colomba bianca la mette in guardia sul fatto che Ulinger ha già ucciso undici ragazze prima di lei, ed effettivamente dopo un po' i due giungono presso un albero dove undici cadaveri sono ancora appesi. Fridburg prega il cavaliere di lasciarla gridare tre volte: la prima volta ella invoca Gesù, la seconda la Madonna e la terza il fratello, che accorre e impicca Ulinger all'albero assieme alle sue vittime.
Anche Urlich und Ännchen inizia con la promessa da parte del cavaliere di insegnare alla ragazza un canto: per farlo, però, è necessario che ella si rechi con lui nella foresta, cosa che accetta di fare. Ben presto, però, la giovane scoppia a piangere: ha capito, infatti, di essere caduta in trappola nel momento in cui scorge un albero con undici altre fanciulle appese. Ottiene a sua volta di poter fare tre grida, e per ultimo invoca il fratello. Quando questo arriva, però, è troppo tardi: il giovane, ugualmente, riconosce in Ulriche l'assassino della sorella e lo uccide.

## Varianti italiane
Le varianti italiane sono diffuse soprattutto nelle regioni settentrionali, giungendo fino alla Toscana, al Lazio e all'Abruzzo, nonché in Puglia. Tra i vari titoli con cui è conosciuta la ballata, abbiamo Un'eroina, L'Inglesa, La liberatrice, La vendicatrice, La Monchisa.

Nella maggior parte delle versioni si ha un figlio di un conte (senza nome) che prende in sposa una donna di un paese lontano e la conduce a cavallo sino ai pressi del suo castello. La fanciulla sente la mancanza dei genitori, e nel corso del viaggio piange. Il conte indica il proprio castello alla sposa e le rivela di aver già ucciso molte donne (un numero oscillante tra 36 e 50), spesso dopo averle violentate: le comunica anche di voler fare lo stesso con lei. La ragazza allora chiede con noncuranza al marito di poter prendere la sua spada per recidere un ramo per fare ombra al proprio cavallo. Il conte acconsente, ed ella lo colpisce al cuore; dopodiché, prende la strada per casa. In alcune versioni, la ragazza incontra il proprio fratello lungo il cammino, e gli racconta che dei briganti le hanno ucciso il marito.